# 佐々成宗
佐々 成宗（さっさ なりむね、1479年（文明11年） - 1555年1月1日（天文23年12月8日））は、室町時代後期から戦国時代中期の武将。斯波家臣（織田家臣）。成政の父。諱は盛政とも。

## 生涯
文明11年（1479年）、尾張に生まれる。井関城を根拠としていたが、天文年間初めに比良城へ移った｡その頃には、織田氏ではなく斯波氏に仕える重臣となっていた。成宗は、堀場宗氏の娘を娶った。成宗の子供は、長男政次と次男孫介、三男成政 、四男長穐。しかし、孫介は弘治2年（1556年）に稲生の戦いで戦死、政次も永禄3年（1560年）に桶狭間の戦いで戦死した。そして成宗は天文23年12月8日（1555年1月1日）に死去した（『尾張佐々系譜』）。享年76。